# Prionus asiaticus
Prionus asiaticus är en skalbaggsart som beskrevs av Franz Faldermann 1837. Prionus asiaticus ingår i släktet Prionus och familjen långhorningar.
Artens utbredningsområde är:
- Iran.
- Kazakstan.

Inga underarter finns listade i Catalogue of Life.